# ایگوشیک
ایگوشیک یکی از رودهای آلاسکا در ایالات متحده آمریکا است که به خلیج بریستول می‌ریزد و مصب آن در پناهگاه حیات‌وحش توگیاک قرار دارد و به مکانی برای ماهیگری مشهور است.